# Duncanville (Texas)
Duncanville ist eine Stadt im Dallas County im US-Bundesstaat Texas in den Vereinigten Staaten. Das U.S. Census Bureau hat bei der Volkszählung 2020 eine Einwohnerzahl von 40.706 ermittelt.

## Geographie
Die Stadt ist ein Vorort von Dallas, liegt westlich der Kreuzung der Interstate 20 mit dem U.S. Highway 67 im Süden des Countys im mittleren Nordosten von Texas.

## Geschichte
Die Besiedlung dieser Gegend begann 1845, als der aus Illinois stammende Crawford Trees einige Tausend Morgen Land südlich von Camp Dallas kaufte. 1855 wurde die Little Bethel Male and Female School erbaut, die bis 1881 auch als Kirche diente. 1880 erreichte die Chicago, Texas and Mexican Central Railway die Ansiedlung und baute einen Bahnhof, der nach einem der Vorstandsmitglieder der Eisenbahngesellschaft Duncan Switch genannt wurde. 1882 wurde der entstehende Ort in Duncanville umbenannt. Bei einem Brand wurde 1884 der überwiegende Teil des Ortes zerstört. Zu Beginn des 20. Jahrhunderts stieg die Zahl der Einwohner von 113 auf über 300 im Jahre 1933. Im Verlaufe der zweiten Hälfte des 20. Jahrhunderts entwickelte sich Duncanville zu einem Vorort von Dallas.

## Demografische Daten
Nach der Volkszählung im Jahr 2000 lebten hier 36.081 Menschen in 12.896 Haushalten und 10.239 Familien. Die Bevölkerungsdichte betrug 1.233,9 Einwohner pro km². Ethnisch betrachtet setzte sich die Bevölkerung zusammen aus 63,90 % weißer Bevölkerung, 24,76 % Afroamerikanern, 0,32 % amerikanischen Ureinwohnern, 1,99 % Asiaten, 0,09 % Bewohnern aus dem pazifischen Inselraum und 6,83 % aus anderen ethnischen Gruppen. Etwa 2,11 % waren gemischter Abstammung und 15,30 % der Bevölkerung waren spanischer oder lateinamerikanischer Abstammung.
Von den 12.896 Haushalten hatten 38,4 % Kinder unter 18 Jahre, die im Haushalt lebten. 59,3 % davon waren verheiratete, zusammenlebende Paare. 16,1 % waren allein erziehende Mütter und 20,6 % waren keine Familien. 17,6 % aller Haushalte waren Singlehaushalte und in 5,7 % lebten Menschen, die 65 Jahre oder älter waren. Die Durchschnittshaushaltsgröße betrug 2,79 und die durchschnittliche Größe einer Familie belief sich auf 3,15 Personen.
28,1 % der Bevölkerung waren unter 18 Jahre alt, 8,5 % von 18 bis 24, 27,7 % von 25 bis 44, 26,1 % von 45 bis 64, und 9,6 % die 65 Jahre oder älter waren. Das Durchschnittsalter war 36 Jahre. Auf 100 weibliche Personen aller Altersgruppen kamen 90,0 männliche Personen. Auf 100 Frauen im Alter von 18 Jahren und darüber kamen 85,0 Männer.

Das jährliche Durchschnittseinkommen eines Haushalts betrug 51.654 USD, das Durchschnittseinkommen einer Familie 57.064 USD. Männer hatten ein Durchschnittseinkommen von 39.199 USD gegenüber den Frauen mit 30.145 USD. Das Prokopfeinkommen betrug 22.924 USD. 6,1 % der Bevölkerung und 3,9 % der Familien lebten unterhalb der Armutsgrenze. Davon waren 8,2 % Kinder und Jugendliche unter 18 Jahren und 3,6 % waren 65 oder älter.

## Söhne und Töchter der Stadt
- Luis Yáñez (* 1988), Panamerikanischer Meister der Amateure 2007 im Halbfliegengewicht im Boxen
- Ron Holland (* 2005), Basketballspieler